# Brandon Burlsworth
Brandon Vaughn Burlsworth (né le 20 septembre 1976 à Harrison et mort le 28 avril 1999 à Alpena) est un sportif professionnel américain de football américain évoluant au poste d'Offensive guard.
Il joue de 1995 à 1998 au niveau universitaire pour les Razorbacks de l'université de l'Arkansas qu'il a rejoint en tant que joueur walk-on (en) n'ayant pas initialement reçu de bourse sportive. Il est néanmoins reconnu par la suite joueur All-American.
Burlsworth est sélectionné en 63e choix lors du deuxième tour de la draft 1999 de la NFL par la franchise des Colts d'Indianapolis. Cependant, il meurt dans un accident de la route avant de pouvoir jouer son premier match professionnel.
Le trophée Burlsworth récompense depuis 2010 le meilleur joueur walk-on (en) évoluant en NCAA Division I Football Bowl Subdivision.
Bien connu pour ses lunettes noires épaisses, Burlsworth est intronisé à titre posthume en 2002 au Hall of Fame de l'université de l'Arkansas (en).